# 裴樞
裴樞（841年—905年），字環中。絳州聞喜（今山西省闻喜县）人，唐朝政治人物。

## 簡介
裴樞是咸通十二年（871年）進士，升官為藍田尉，值弘文館。裴樞跟随唐僖宗入蜀，擢拔為殿中侍御史。龍紀初年（889年）官至给事中，改為京兆尹，常以清流自居。贬登州刺史，又贬泷州司户参军。後來前往滑州，死於白马驿，史稱白馬之禍。
| 前任： 赵崇 | 唐朝尚书右仆射 904年—905年 | 繼任： 崔远     |
| 前任： 裴贄 | 唐朝尚书左仆射 905年       | 繼任： 唐朝灭亡 |